# Estação Engenho Novo
Engenho Novo é uma estação de trem no bairro do Engenho Novo, na Zona Norte do Rio de Janeiro.

## História
Foi aberta em 1858. Na primeira década do século XX, foi edificado um novo prédio para a estação (Memória Histórica da EFCB, 1908, p. 509). Nessa época, a EFCB informava que a estação dava correspondência com os bondes de Villa Izabel e outros. (Estrada de Ferro Central do Brasil, 2o volume, Imprensa Nacional, 1902). Atualmente, visto que não há bondes, é uma pequena estação operada pela empresa Supervia.

## Plataforma
|  | ↑ a ↑ |

| 1 |

|  | ↓ b ↓ |

|  | ↑ a ↑ |

| 1 |

|  | ↓ b ↓ |

|  | ↑ a ↑ |

| 1 |

|  | ↓ b ↓ |

|  | ↑ a ↑ |

| 1 |

|  | ↓ b ↓ |